# Служанка скромная с великою душой…

Служанка скромная с великою душой, 

Безмолвно спящая под зеленью простой, 

Давно цветов тебе мы принести мечтали! 

У бедных мертвецов, увы, свои печали, — 

И в дни, когда октябрь уныло шелестит 

Опавшею листвой над мрамором их плит, 

О, как завидуют они нам бесконечно, 

Нам, дремлющим в тепле, в уютности беспечной, 

В то время, как они, под гнетом чёрных снов, 

Без доброй болтовни, в стенах сырых гробов, 

Скелеты мёрзлые, изрытые червями, 

Лежат… И сыплются беззвучными клоками 

На них снега зимы… И так года текут, 

И свежих им венков друзья не принесут!
«Служанка скромная с великою душой…» (фр. La servante au grand cœur dont vous étiez jalouse) — стихотворение французского поэта Шарля Бодлера, написанное до 1844 года. Впервые опубликовано в 1857 году в первом издании сборника «Цветы зла». В современных изданиях находится во втором разделе — «Парижские картины», который появился при второй публикации сборника (1861). Стихотворение посвящено доброй служанке поэта Мариэтте, скрасившей его детские годы и которую он с благодарностью вспоминал на протяжении всей жизни. Примерно до десяти лет она была его основной воспитательницей и одним из самых близких для него людей.
Стихотворение состоит из 22 строк, написанных александрийским стихом. В этом раннем произведении появляются темы и мотивы, ставшие со временем ключевыми в творчестве Бодлера и разработанные с большим художественным мастерством.

## История создания и публикации
Шарль Пьер Бодлер родился 9 апреля 1821 года в Париже в семье Жозефа Франсуа Бодлера, который был выходцем из зажиточной семьи землевладельцев-виноделов из Шампани. В наполеоновскую эпоху он стал начальником канцелярии Сената. После падения Первой империи ушёл в отставку. В год рождения сына Бодлеру-старшему исполнилось 62 года, а его второй жене Каролине (урожд. Дюфаи) было всего 27 лет. Франсуа Бодлер был художником и коллекционером, прививал сыну любовь к искусству с раннего детства. В шестилетнем возрасте, 10 февраля 1827 года, мальчик потерял отца. Спустя полтора года горячо любимая Шарлем мать вышла замуж за военного, полковника Жака Опи́ка, ставшего затем французским послом в различных дипломатических миссиях. Отношения со строгим отчимом у мальчика не сложились. В детстве он очень привязался к служанке Мариэтте [Мариетте] (Mariette), с которой оставался долго наедине во время частых отлучек матери и отчима. Примерно до десяти лет она была его основной воспитательницей и одним из самых близких для него людей.   

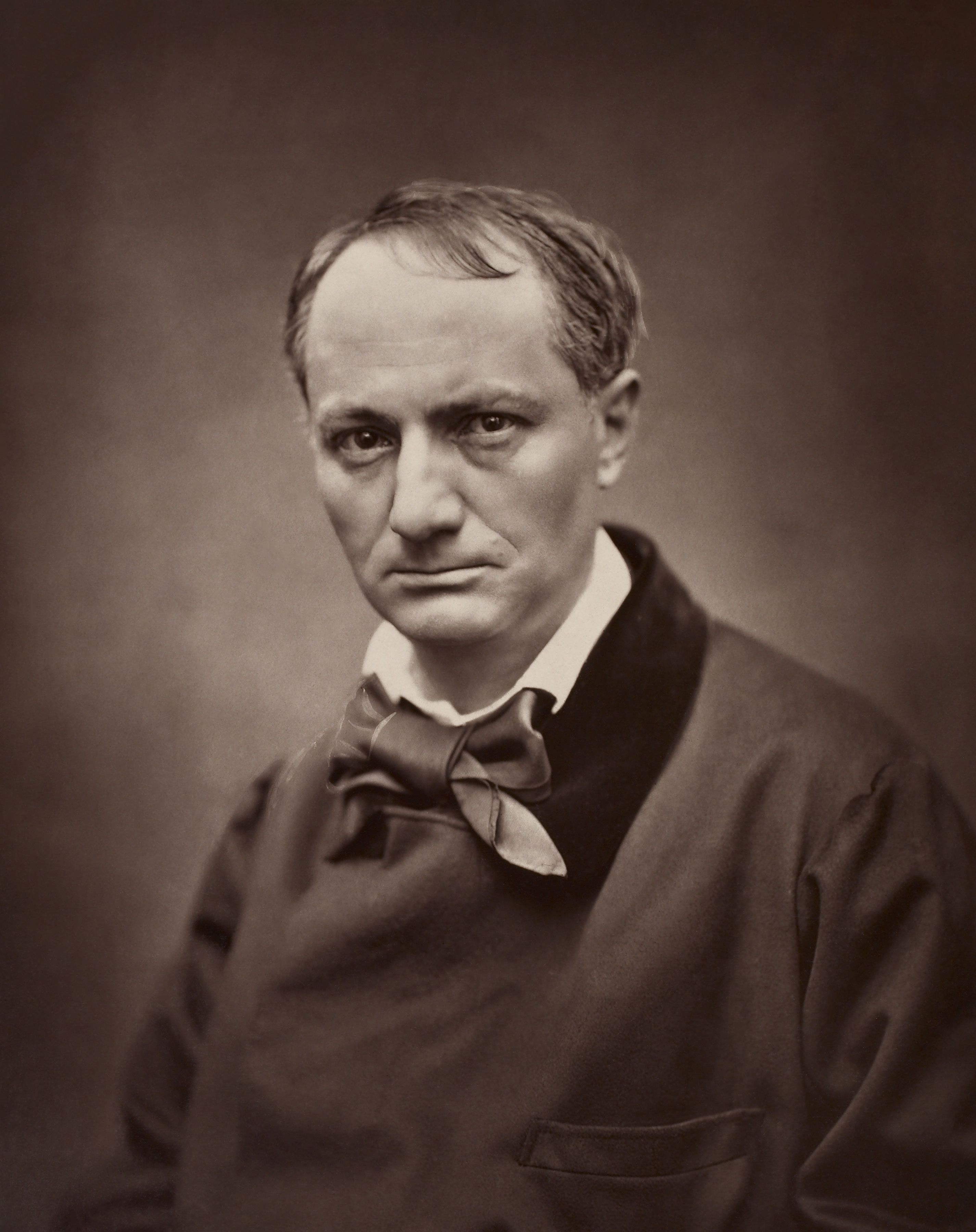
Шарль Бодлер

Бельгийский писатель и критик Жан-Батист Баронян назвал Мариэтту доброй, отзывчивой женщиной, возле которой Шарль «всегда чувствовал себя очень счастливым». Французский писатель Анри Труайя, описывая отношения Бодлера к матери и няньке, отмечал: «Обнимая мать за шею и касаясь губами её нежной, теплой щеки, он был убеждён, что после смерти отца может и даже должен лелеять её за двоих. И она тоже, казалось, ни о чём другом не думала, кроме как о том, чтобы ему угодить. Конечно, для неприятных обязанностей, таких как умывание, чистка зубов, причёсывание, одевание, потребление пищи, посещение туалета, существовала Мариэтта, ворчливая служанка, грубоватая и преданная. Но зато всё, что касается нежности, забав и загадочности, исходило от мамы, и он только и думал о том, как бы почаще пробуждать эту её нежность к нему». Служанку Бодлер упоминал в придуманной им самим молитве, которую записал в дневнике «Моё обнажённое сердце»: «Не карай меня в лице моей матери, не карай мою мать за меня. Поручаю тебе души моего отца и Мариэтт. Дай мне силу каждый день без промедления исполнять мой долг, дабы стать героем и Святым». Став взрослым, когда он болел, он написал для себя предписание: «Каждое утро молиться богу, и как заступникам — отцу, Мариетте и Эдгару По». В ноябре 1831 года отчим отправился в Лион для участия в подавлении восстания ткачей. Примерно с этого периода дом покинула Мариэтта, которую сменила другая служанка, имени которой не сохранилось. Труайя предположил, что Мариэтта или умерла, или её уволили.
По сообщению друга Бодлера Эрнеста Прарона, стихотворение написано до 1844 года. Впервые было опубликовано в 1857 году в первом издании сборника «Цветы зла» под номером 69. Во втором издании (1861) оно было помещено под номером 100, а в третьем (1868) — 124. В современных изданиях находится во втором разделе — «Парижские картины» (Tableaux parisiens), который впервые появился при публикации 1861 года на основе восьми стихотворений первого издания 1857 года «Сплин и идеал» (Spleen et Idéal) и десяти новых.

## Художественные особенности
Произведение состоит из 22 строк, написанных александрийским стихом. По наблюдению Карена Акопяна, в этом раннем стихотворении Бодлера появились темы и мотивы, ставшие со временем центральными и получившие более глубокое развитие в более позднем творчестве поэта. Кроме того, в «Служанке…» запечатлено стремление «от конкретного факта, рассматриваемого как точка отсчёта, перейти к обобщениям и выводам, как минимум в перспективе, обещающим обрести характер философских размышлений». В своём комментарии стихотворения Акопян отметил, что название месяца «Октябрь», в отличие от «декабря», в оригинале представлено с заглавной буквы, а не со строчной. Таким образом, поэт персонифицирует, выделяет «Октябрь», в то время как декабрь, возможно, играет служебную роль, неся только календарную функцию. «Однако подобное объяснение страдает явной неполнотой, а более полного у меня нет».
Французский литературовед Антуан Компаньон поставил «Служанку…» в один ряд со стихотворением «Запомнил я навек неброский и простой…», посвящённое матери поэта. Оба они не принадлежат к числу самых известных и в них идёт речь о счастливых детских годах. В отношении первого Компаньон заметил: «Здесь поэт вспоминает о служанке времён своего сиротства, которая относилась к нему с  материнской любовью, в отличие от строгой и сдержанной матери, скупой на нежные чувства. Подле служанки, Мариетты, он, видимо, и обретал и в радости и в горе «ранний опыт познания мира женщин, mundi muliebris [женский мир]», по его выражению. Эта дань великодушной служанке приоткрывает нам нежность Бодлера, о которой стоило бы напомнить читателям, задетым жестокостью некоторых его суждений. Здесь он взволнован воспоминанием о той, чьих надежд не оправдал и чей смертный час не согрел своим участием…»Компаньон также отметил, что образ «соперницы своей холодной матери проходит через всё» творчество Бодлера .